# Jack Jones
John Allan Jones (Hollywood, Los Ángeles; 14 de enero de 1938-Rancho Mirage, California; 23 de octubre de 2024), más conocido como Jack Jones, fue un cantante y actor estadounidense.
Sus éxitos incluyen «Lollipops and Roses», «Wives and Lovers», «The Race Is On», «The Impossible Dream», «Call Me Irresponsible», «The Love Boat», entre otros temas.

## Trayectoria artística

### Primeros años y Capitol Records
Jones nació en Hollywood. Durante su juventud asistió a la Escuela Preparatoria University en West Los Ángeles; estudió teatro y canto. 
En 1959, Jones firmó con Capitol Records y lanzó el álbum This Love of Mine y algunos sencillos. Una pista de ese álbum se tituló, proféticamente, "Esto podría ser el comienzo de algo grande". 

### Años de Kapp Records
En agosto de 1961, grabó la balada "Lollipops and Roses", que se convirtió en un éxito al año siguiente. Su mayor éxito fue " Wives and Lovers", escrita por Burt Bacharach y Hal David.
Grabó casi veinte álbumes, incluidos Shall We Dance, This Was My Love,  Call Me Irresponsible, Bewitched, Wives and Lovers, Dear Heart, Where Love Has Gone, The Jack Jones Christmas Album, My Kind of Town, The Impossible Dream, The In Crowd, Lady, Our Song y ¡Tengo mucho por vivir! y entre otras. 
Jones fue una destacada figura de la escena del pop de los años 60, alejándose un poco del rock and roll y optando por el sonido de big band y baladas románticas. Sus mayores éxitos fueron  "The Race Is On" del músico country George Jones (sin relación). 

### Años RCA Victor y MGM
Su primer álbum para el sello fue Sin ella publicada en 1967.  Los siguientes lanzamientos  fueron If You Ever Leave Me, LA Break Down y Where Is Love tenían aproximadamente el mismo estilo de los discos de Kapp, pero con un estilo vocal algo más contemporáneo. 
Comenzó a grabar material más contemporáneo, incluidas versiones de compositores tan conocidos como Randy Newman, Harry Nilsson, Carole King, Paul Williams, Richard Carpenter, Gordon Lightfoot y Gilbert O'Sullivan. 

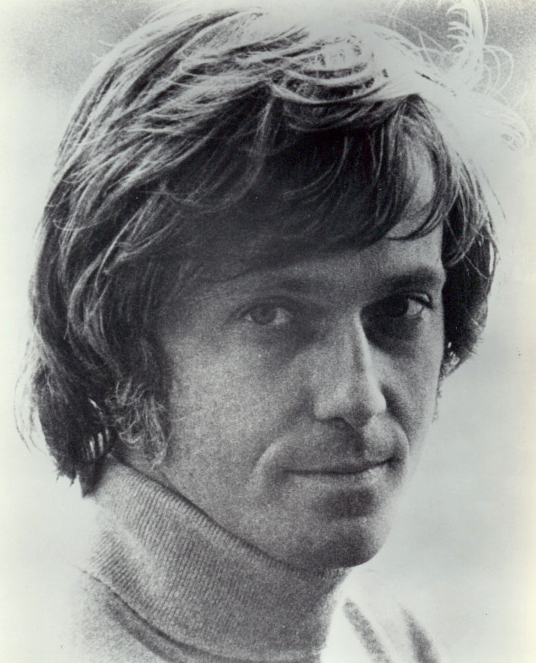
Jones c. 1960

El álbum Bread Winners (1972) fue un homenaje tributo a la banda Bread, con ocho canciones escritas por David Gates y dos por Jimmy Griffin y Robb Royer.
Su último LP para RCA fue With One More Look at You (1977), que incluye una interpretación del éxito de Little Feat " Dixie Chicken ";  esta actuación reapareció más tarde en Golden Throats 2: More Celebrity Rock Oddities .  En 1979 se trasladó a MGM Records, grabando el álbum Nadie lo hace mejor, que incluía una versión disco de " The Love Boat ", el tema de apertura de la serie de televisión del mismo nombre, y su ganador del Grammy "Wives and Lovers". 

### Últimos años
Lanzó el álbum Live at the London Palladium en 1995, grabado en Londres en el sello Emporio. Jones ha recibido reconocimiento en Japón, donde muchos de sus discos anteriores fueron lanzados en CD . En 1982 grabó un álbum para Applause Records, versionando canciones de The Beatles, Billy Joel y Eagles .
En 1997 llegó New Jack Swing (Honest Entertainment), con tratamientos de big band de viejos estándares y una variedad de canciones de pop/rock. 1999 vio el lanzamiento de Jack Jones Paints a Tribute to Tony Bennett (Honest Entertainment), que fue nominado a los premios Grammy por Mejor Interpretación Vocal Pop Tradicional y Grabación del Año. En 2010 grabó un álbum centrado en el trabajo de los Bergman llamado Love Makes the Changes . También lanzó un álbum con nuevas grabaciones de algunos de sus éxitos originales, titulado Love Ballad . El lanzamiento fue seguido por una gira con fechas en Los Ángeles y el Reino Unido en 2016.  Jones comenzó su gira de celebración del 80 cumpleaños en 2018. 

## Cine, televisión y teatro
Jones hizo su debut cinematográfico en Juke Box Rhythm (1959) interpretando a Riff Manton, un joven cantante que tiene una relación sentimental con una princesa (Jo Morrow).  Canta tres canciones en la película. Jones actuó en películas menores como The Comeback (1978), Condominium (1980) y Cruise of the Gods (2002). Se convirtió en un elemento básico en los programas de variedades de las décadas de 1960 y 1970, actuando en The Dinah Shore Chevy Show, The Ed Sullivan Show, The Andy Williams Show, The Dick Cavett Show, The Hollywood Palace, The Smothers Brothers Comedy Hour, The Carol Burnett Show, The Jerry Lewis Show, American Bandstand, This is Tom Jones, The Dean Martin Show, The Judy Garland Show, Playboy After Dark, The Jack Benny Program, The Steve Allen Show y The Morecambe and Wise Show en Gran Bretaña. También apareció en el programa de televisión Password (programa de juegos estadounidense) con Carol Lynley en 1964 y varias veces con Joan Fontaine en 1967.
Se interpretó a sí mismo en el episodio "The Vegas Show" de It's a Living . Jones cantó el tema de apertura de la serie de televisión The Love Boat desde 1977 hasta 1985, y también hizo varias apariciones especiales en el programa, incluida una con su padre Allan. También apareció en el programa de televisión de Chris Elliot Get a Life en Fox.
En las décadas de 2000 y 2010, Jones participó activamente en el teatro musical, apareciendo en Guys and Dolls, South Pacific y otros. En 2013, apareció como él mismo como el cantante de un club nocturno en la película American Hustle.

## Vida personal
Jones es hijo del actor y cantante Allan Jones y la actriz Irene Hervey. En la segunda mitad de la década de 1960, Jones tuvo una relación muy publicitada con la actriz Jill St. John, y los dos estuvieron brevemente casados. 
De 1982 a 2005 estuvo casado con la británica Kim Ely y tuvieron una hija, Nicole (nacida en 1991). Jones tiene otra hija, Crystal Thomas, de un matrimonio anterior con Lee Fuller. Vivió con su esposa Eleonora en Indian Wells, California.

## Discografía

### Álbumes de estudio
- This Love of Mine (Capitol, 1959)
- Shall We Dance (Kapp, 1961)
- Lollipops and Roses (Kapp, 1961)
- Gift of Love (Kapp, 1962)
- I've Got a Lot of Livin' to Do! (Kapp, 1962)
- Call Me Irresponsible (Kapp, 1963)
- Bewitched (Kapp, 1963)
- Wives and Lovers (Kapp, 1963)
- In Love (Capitol, 1964)
- The Jack Jones Christmas Album (Kapp, 1964)
- Where Love Has Gone (Kapp, 1964)
- She Loves Me (Kapp, 1964)
- Dear Heart (Kapp, 1965)
- My Kind of Town (London, 1965)
- There's Love & There's Love & There's Love (Kapp, 1965)
- Songs of Love (London, 1965)
- Jack Jones (Mocambo, 1965)
- For the In Crowd (Kapp, 1965)
- Jack Jones Sings (Kapp, 1966)
- The Impossible Dream (Kapp, 1966)
- We'll Be Together Again (Sears, 1966)
- Our Song (Kapp, 1967)
- Lady (Kapp, 1967)
- Canciones Romanticas (Music Hall, 1967)
- Without Her (RCA Victor 1967)
- Where Is Love? (RCA Victor, 1968)
- If You Ever Leave Me (RCA Victor, 1968)
- What the World Needs Now Is Love! (Kapp, 1968)
- Curtain Time (Kapp, 1968)
- The Bliss of Mrs. Blossom (RCA, 1968)
- L.A. Break Down (RCA Victor, 1969)
- A Jack Jones Christmas (RCA, 1969)
- Love Story (RCA Victor, 1969)
- A Time for Us (RCA 1969)
- In Person at the Sands Las Vegas (RCA Victor, 1970)
- Jack Jones Sings Michel Legrand (RCA Victor, 1971)
- Bread Winners (RCA Victor, 1972)
- A Song for You (RCA Victor, 1972)
- Jack Jones in Hollywood (MCA, 1972)
- Together (RCA Victor, 1973)
- Christmas with Jack Jones (RCA Camden, 1973)
- Harbour (RCA Victor, 1974)
- What I Did for Love (RCA Victor, 1975)
- Write Me a Love Song, Charlie (RCA Victor, 1975)
- With One More Look at You (RCA Victor, 1977)
- The Full Life (RCA Victor, 1977)
- Nobody Does It Better (MGM, 1979)
- Don't Stop Now (MGM, 1980)
- I've Been Here All the Time (Polydor, 1980)
- Jack Jones (Applause, 1982)
- Fire & Rain (President, 1985)
- I Am a Singer (USA Music, 1984)
- The Gershwin Album (Columbia, 1992)
- Chase the Rainbows (Object 1992)
- Live at the Sands (LaserLight, 1993)
- The Mood Is Love (Quicksilver, 1993)
- New Jack Swing (Linn, 1997)
- White Christmas (MCA, 1998)
- Jack Jones Paints a Tribute to Tony Bennett (Honest, 1998)
- The Wind Beneath My Wings (Castle Pulse, 2002)

## Premios
| Año  | Premio         | Categoría                                                    | Obra                  | Resultado | Ref. |
| ---- | -------------- | ------------------------------------------------------------ | --------------------- | --------- | ---- |
| 1961 | Premios Grammy | Mejor interpretación vocal pop masculina                     | «Wives and Lovers»    | Ganador   |      |
| 1963 | Premios Grammy | Mejor interpretación vocal pop masculina                     | «Lollipops and Roses» | Ganador   |      |
| 1969 | Premios Awit   | Artista de grabación masculino del año (División extranjera) |                       | Ganador   |      |